# هویوک
هویوک (به ترکی استانبولی: Hüyük) یک منطقهٔ مسکونی در ترکیه است که در استان قونیه واقع شده‌است. هویوک ۱٬۲۵۸ متر بالاتر از سطح دریا واقع شده‌است.